# Andalucía Occidental

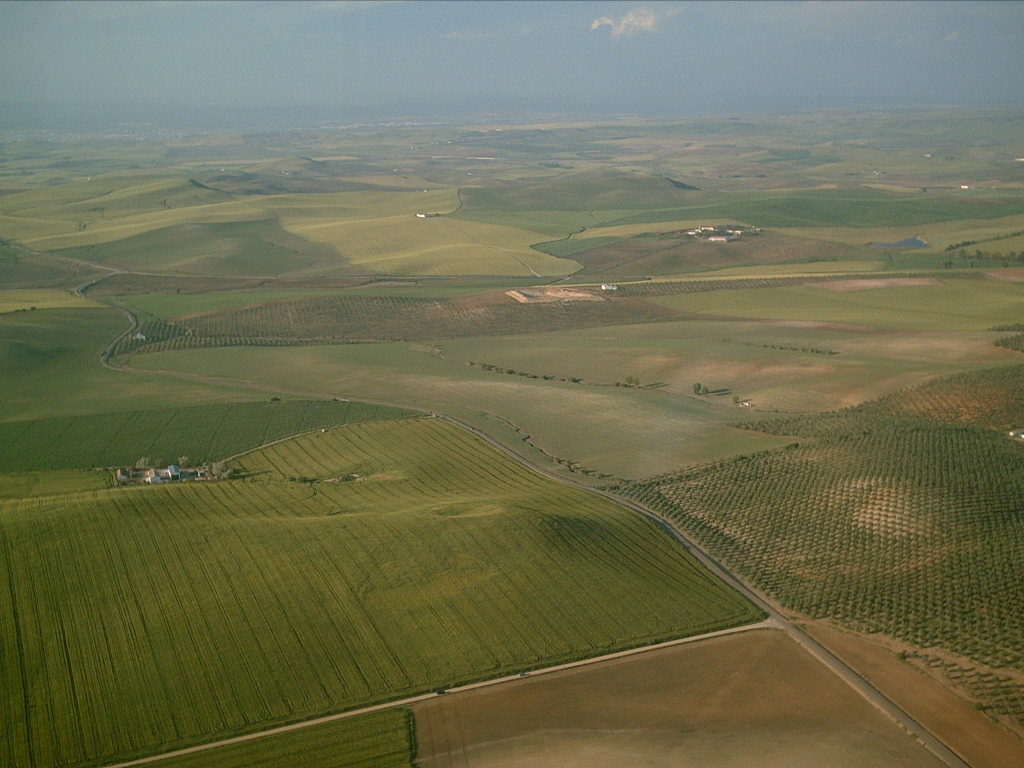
Paisaje típico de la región de Andalucía Occidental, modelado por la depresión del Guadalquivir.

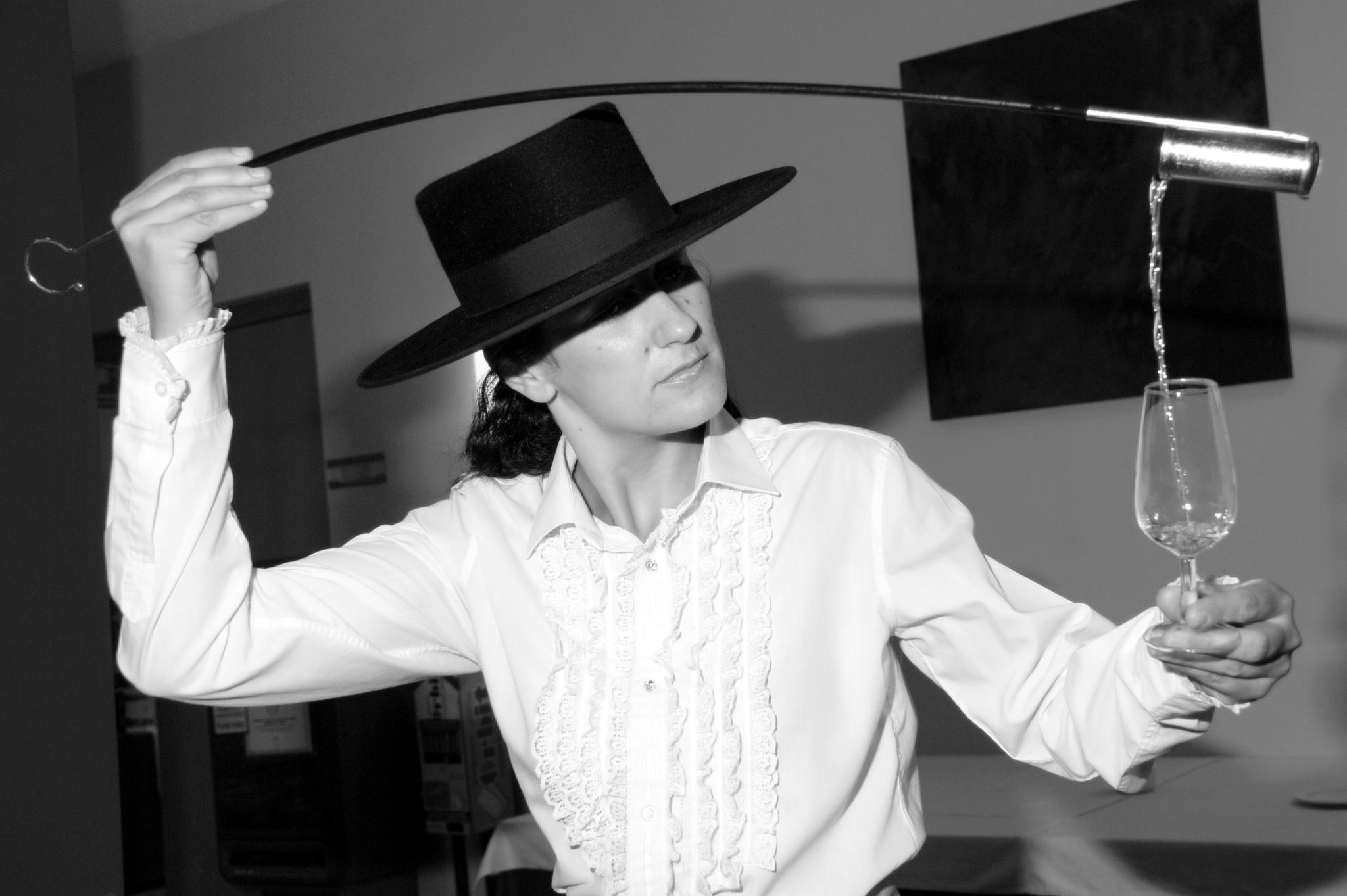
Vino de jerez, típico de Andalucía Occidental, a diferencia de la región oriental donde su consumo no es frecuente.

Andalucía Occidental es una región histórica española que abarca la parte oeste de la actual comunidad autónoma de Andalucía, formado por las provincias de Huelva, Sevilla, Cádiz y Córdoba. Asimismo, los colegios profesionales y otros organismos de derecho público incluyen en ella, a efectos administrativos, la ciudad autónoma de Ceuta.[cita requerida]
Andalucía Occidental, que suele identificarse grosso modo con la Baja Andalucía, está formada por la mayor parte de los antiguos territorios del Reino de Sevilla, del Reino de Córdoba, así como por parte del Reino de Jaén.
La suma de las cuatro provincias de Andalucía alcanza una población de 4 504 269 habitantes (INE 2013) y una extensión de 45.166 km².

## Historia

### Edad Antigua

#### Tartessos
El núcleo original de la cultura tartesia comprende aproximadamente el territorio de las actuales provincias de Huelva, Sevilla y Cádiz, en la costa suroeste de la península ibérica, durante el Bronce tardío (1200 a. C.) y la primera Edad del Hierro. Dos áreas especialmente importantes fueron los centros mineros de los ríos Tinto y Odiel y la llanura agropecuaria del Guadalquivir.
Los tartesios desarrollaron presumiblemente una lengua y escritura distinta a la de los pueblos vecinos y, en su fase final, tuvieron influencias culturales de egipcios y fenicios. La base fundamental de la riqueza de Tartessos fue la metalurgia y la exportación de los minerales de oro, plata, cobre, estaño, hierro y plomo.
Algunos de los yacimientos más importantes de esta cultura son:
- La Aliseda
- Asta Regia
- Cancho Roano
- El Carambolo
- Cerro Salomón
- La necrópolis de la Joya
- Tejada la Vieja
- Carmona
- Setefilla

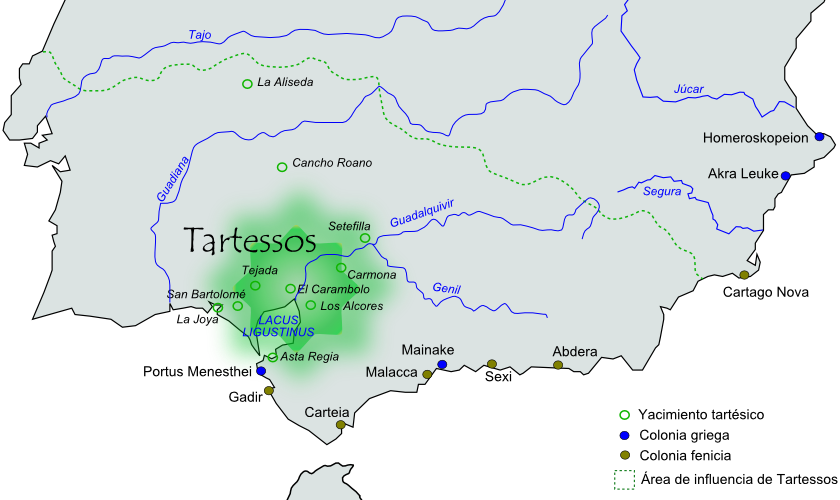
Extensión del reino tartésico (1200 a. C.-500 a. C.).

Tras la batalla de Alalia (535 a. C., Córcega) no hay más referencias escritas sobre la civilización tartésica. Posiblemente, Cartago acabara con el reino como castigo por la alianza pactada entre los griegos foscenses (enemigos de Cartago) y Tartessos. Algunos historiadores barajan la posibilidad de que la decadencia del reino se debiera al agotamiento de las vetas minerales o deterioro del comercio. Los centros de poder político-económico se desplazaron hacia la periferia del área tartésica, dando lugar a los estados iberos turdetanos.

#### Iberos

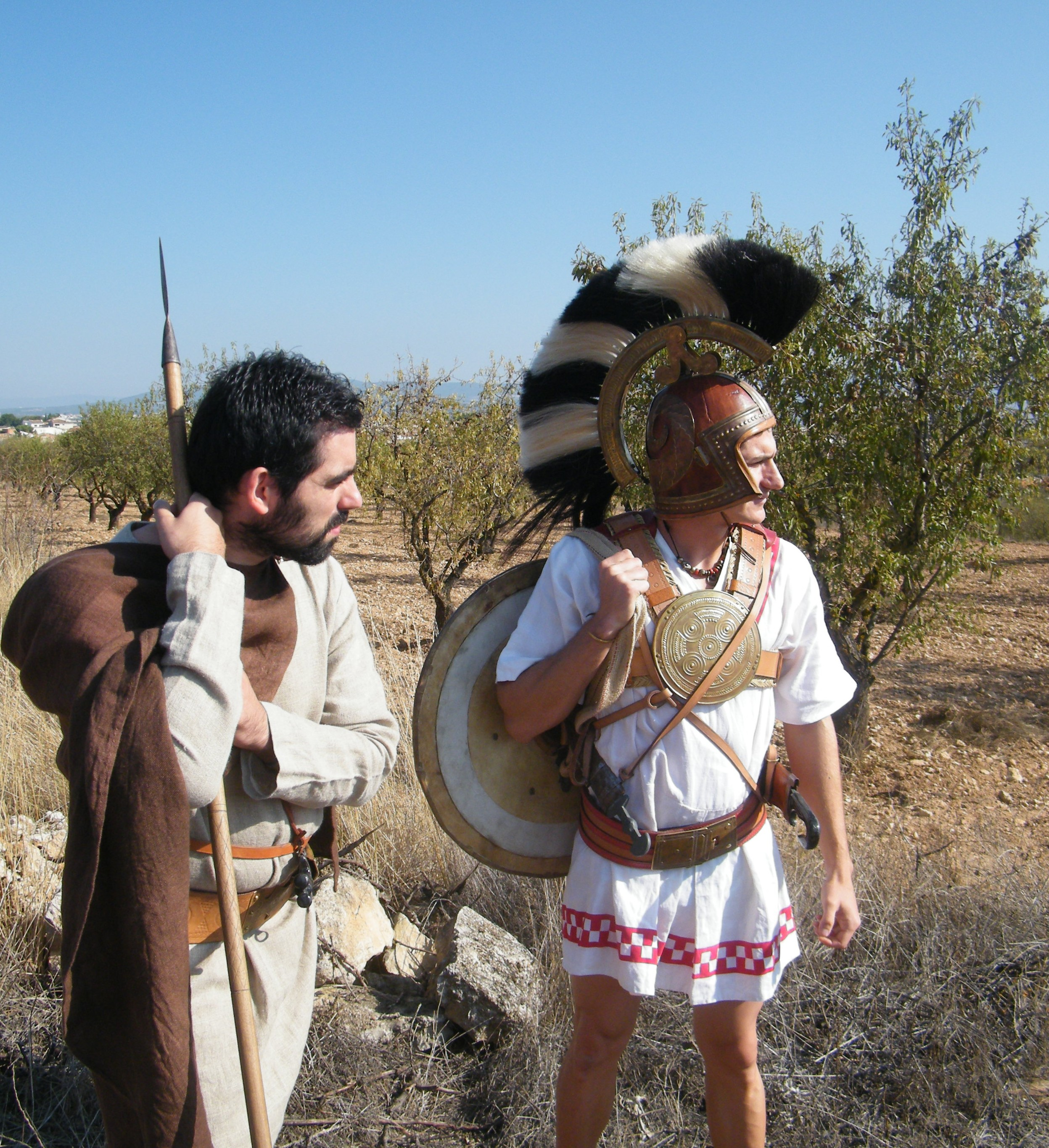
VI y. Los historiadores romanos de la época relatan que los guerreros íberos vestían indumentaria roja y blanca y portaban una falcata como arma.

Tras la caidad de Tartessos en el año 500 a. C., los turdetanos tomaron el control de la región denominada Turdetania, región que abarcaba el valle del Guadalquivir desde el Algarve en Portugal hasta Sierra Morena, coincidiendo con los territorios de la antigua civilización de Tartessos. Limitaban al norte con los Túrdulos, al oeste con los Conios y al este con los Bastetanos.
En el año 237 a. C., Amílcar Barca desembarca en la vieja colonia fenicia de Gadir con el propósito de adueñarse de las riquezas mineras de Iberia. Los reyes turdetanos carecían de una organización global capaz de enfrentarse a la potencia militar cartaginesa, por lo que los ejércitos de los reyes Istolacio e Indortes, cuya resistencia fue mayor, fueron rápidamente derrotados y desmantelados o asimilados a las fuerzas de Cartago, llegando éstos a apoderarse de las regiones mineras de Sierra Morena.
La conquista romana de la península ibérica, que comenzaría en el año 220 a. C., daría como resultado que el reino turdetano, hasta ahora ocupado por Cartago pasara a manos romanas en el año 206 a. C. rebautizándola como provincia romana Bética

#### Romanos
Tras la derrota de Cartago en la segunda guerra púnica los cartagineses abandonaron Hispania y su presencia fue sustituida por la de los romanos, quienes tuvieron que hacer frente a algunos focos de resistencia, como la sublevación de los turdetanos en el 197 a. C.
La Bética era una de las provincias del imperio más dinámicas y desarrolladas económicamente, al ser rica en recursos y al estar profundamente romanizada, absorbiendo poblaciones de esclavos liberados y a una élite pudiente que permaneció como grupo social estable durante siglos. La asimilación de la cultura romana también propició una temprana cristianización, que arraigó fuertemente en las zonas costeras y que fue marcando un nuevo desarrollo cultural en toda la península ibérica. En el siglo IV el Cristianismo pasó a ser tolerado en el Imperio y después proclamado religión oficial y única permitida. La Bética fue romana hasta que en el 411, año en que los suevos, vándalos y alanos se establecieron en la península ibérica.

### Edad Media

#### Visigodos
En el año 411 suevos, vándalos y alanos se establecieron en la todavía hispania romana. Fueron los vándalos silingos quienes se asentaron en la provincia romana de la bética hasta el 418, año en que los visigodos irrumpen en la península ibérica expulsando a los vándalos. Los visigodos, al ocupar estas tierras, se las repartieron mediante sorteos. Por aquel entonces, a la antigua provincia de la bética la rebautizaron como Landahlauts (Landa = tierras, hlauts = sorteo). Más adelante los araboparlantes añadirían el prefijo al- (común en palabras españolas de origen árabe) y arabizarían el topónimo a Al-Ándalus.
La importancia del litoral andaluz para el comercio en el Mediterráneo hizo que el imperio bizantino se incorporara la provincia bizantina de Spania. Sin embargo, la presencia bizantina en Andalucía fue fugaz, ya que el poder visigodo de Toledo siempre quiso recuperar el litoral perdido para poder unificar la península ibérica.
En plena pugna entre Rodrigo y los sucesores de Witiza, en el 711, tras la incursión militar de Tarik, la Batalla del Guadalete y las posteriores campañas de Musa, se produjo la Invasión musulmana de la península ibérica, finalizando así el período de reinado visigodo en la región. A partir de entonces y hasta la Toma de Granada en 1492, los territorios peninsulares bajo poder islámico se denominaron genéricamente al-Ándalus, cuya historia fue una sucesión de diversos estados musulmanes.

#### Al-Ándalus
En el año 756, el Emirato de Córdoba, que inicialmente dependió en política y religión del califa omeya de Damasco,  se independizó en materia civil del califato Abbasí, dejando de ser un territorio periférico y pasando a ser un centro de decisión política. El máximo poder omeya en al-Ándalus se produjo con la proclamación en el 912 del Califato de Córdoba por parte de Abderramán III, quien se proclamó califa consumando la ruptura de la dependencia religiosa con respecto a Oriente.
Tras una larga etapa de dominio musulmán, no exenta de rebeliones y revueltas protagonizadas por distintos grupos (bereberes, hispanorromanos, mozárabes, muladíes, judíos y eslavos...), se reconquista las ciudades de Córdoba (1236) y Sevilla (1248) a manos de Fernando III de Castilla; Huelva (1262), Cádiz (1262) y Jerez (1264) por Alfonso X el Sabio y posteriormente Algeciras (1339) y Tarifa (1340) Alfonso XI de Castilla.
La Reconquista de Granada por los Reyes Católicos en 1492 pone fin al período musulmán en la península ibérica.

### Edad Moderna

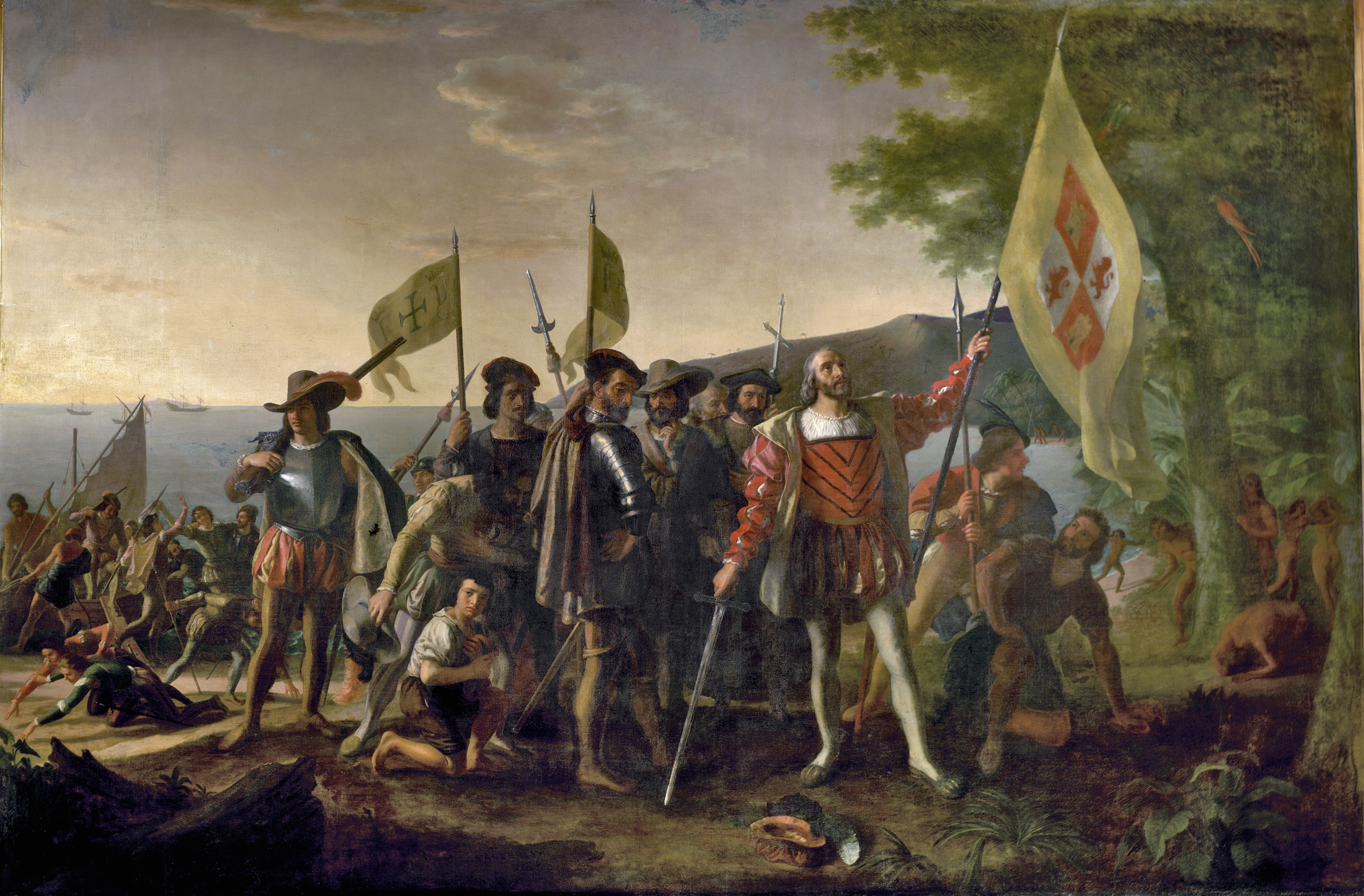
Llegada de Cristóbal Colón a las Indias Occidentales, por John Vanderlyn. 1847.

El 3 de agosto de 1492 partió de la localidad onubense de Palos de la Frontera(Huelva), la primera expedición colombina, que dio como resultado el descubrimiento de América. Muchos andaluces en su mayoría onubenses, como los Hermanos Pinzón, los Niño y tantos otros participaron en dicha empresa.
El inicio del contacto con América por los castellanos y su mantenimiento hasta el final del período colonial, se hizo casi exclusivamente desde Andalucía. La razón de la importancia del fenómeno americano para Andalucía radica en que todo el tráfico con el nuevo continente se convirtió en un monopolio, jurídicamente castellano, pero físicamente andaluz. La campaña de expansión castellana en América durante el siglo XVI causará un periodo de esplendor en Andalucía Occidental, especialmente en Huelva, Sevilla y Cádiz, debido a su situación como puerta de salida hacia América.
Un hecho clave en Andalucía fue la Guerra de las Alpujarras de 1570-72. Al final de la misma, la inmensa mayoría de la población morisca fue expulsada de la tierra donde había vivido durante generaciones. En un primer momento fueron redistribuidos en el interior de Castilla, para luego ser expulsados totalmente en 1609.
A principios del siglo XVII Andalucía sufría la creciente decadencia española, que le condujo a una aguda crisis y estancamiento económico. En el periodo entre 1640 y 1655 se produjeron revueltas en varios puntos de Andalucía. Las crisis del siglo XVII tuvieron su culmen con la Guerra de Sucesión Española, que apenas tuvo repercusión en Andalucía, que estuvo desde el principio del lado de Felipe de Anjou. Sin embargo, la escuadra inglesa y holandesa atacó en 1702 la costa atlántica cercana a Cádiz, y aunque fracasaron en su intento de establecerse allí, tomaron Gibraltar en 1704 aprovechando su indefensión, quedando en manos inglesas tras el Tratado de Utrecht hasta el día de hoy.
La subsiguiente centralización borbónica supuso para Andalucía, como territorio integrado en la Corona de Castilla, la reordenación de las reales audiencias y chancillerías, así como la organización del territorio en provincias e intendencias, herederas de los antiguos reinos, la anulación de los fueros y libertades de los municipios y la abolición de las instituciones propias.
En 1717 se produjo el traslado de la Casa de Contratación de Indias desde Sevilla a Cádiz, desplazando de la metrópoli hispalense el centro del comercio americano, que había residido en ella desde principios del siglo XVI.

### Edad Contemporánea

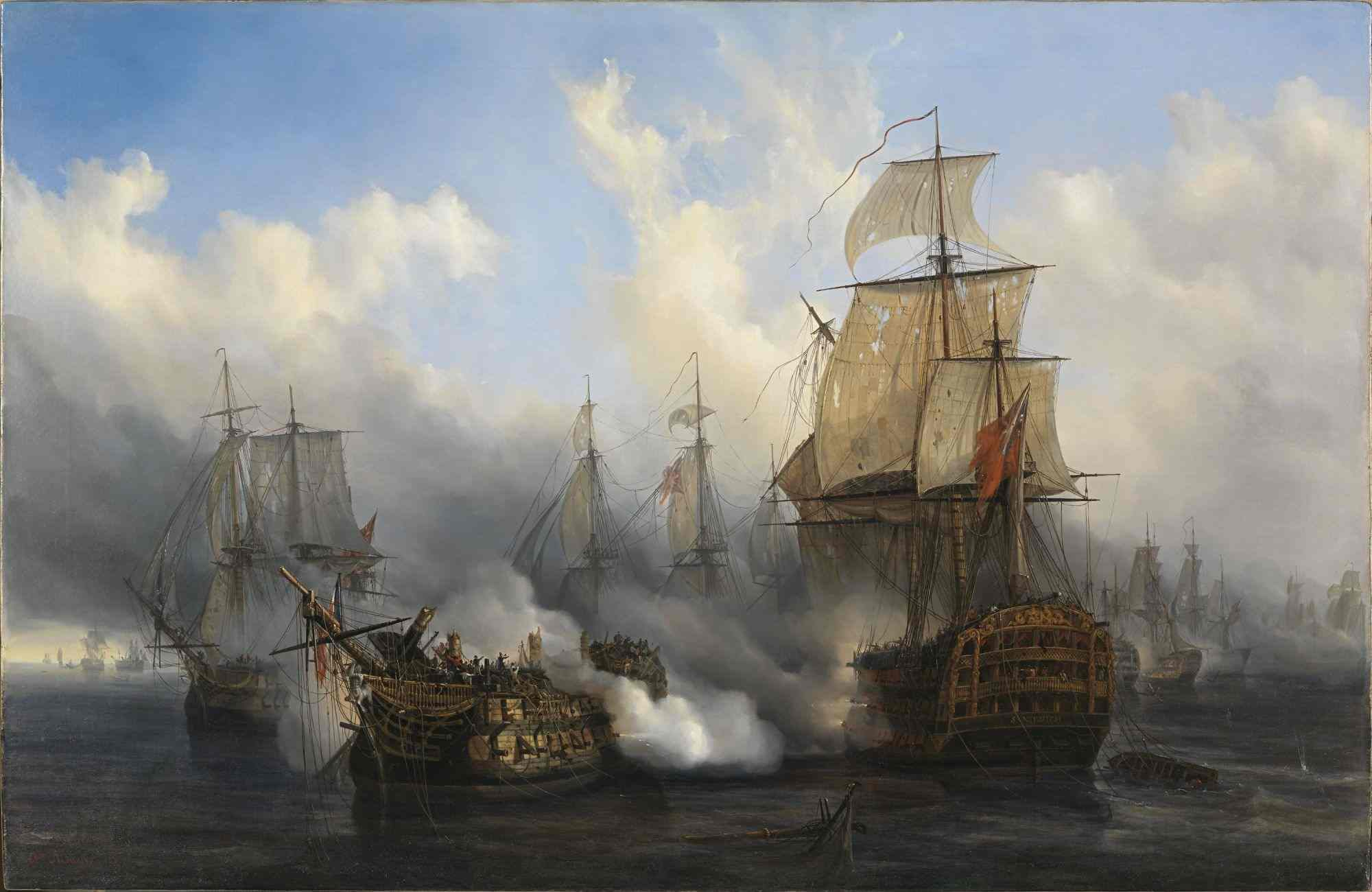
Batalla de Trafalgar de Auguste Mayer (1836).

En 1805 la alianza entre Carlos IV y Napoleón provocó la participación española en la guerra naval contra Inglaterra, que se decidió en la batalla de Trafalgar, acontecida en aguas de la costa gaditana y que resultó en la derrota de la escuadra franco-española frente a la flota inglesa.
En 1808 las tropas napoleónicas entraron en la península ibérica con el pretexto de invadir Portugal junto al ejército español. Sin embargo, Napoleón aprovechó para derrocar a traición a los gobernantes españoles y apoderarse del país. Ello dio lugar a una insurrección popular y la consecuente Guerra de la Independencia, en la que Andalucía tuvo un papel decisivo en la resistencia frente al invasor, con la batalla de Bailén, que fue la primera victoria española sobre los franceses, con el movimiento juntero y con las Cortes de Cádiz, que el 19 de marzo de 1812 proclamaron la primera constitución liberal de España, llamada popularmente La Pepa. La constitución fue jurada por el rey Fernando VII a su vuelta a España pero el monarca no tardó en anularla y restaurar el absolutismo.
Andalucía se caracterizó por su defensa del liberalismo frente al absolutismo fernandino, siendo Cádiz el principal bastión, con la proximidad a Gibraltar como base de reunión de los liberales y lugar propicio para circunstanciales huidas. En 1820, tras el pronunciamiento fallido de Riego en Las Cabezas de San Juan, Arcos de la Frontera y otras ciudades andaluzas, los acontecimientos en Galicia hicieron que Fernando VII volviera a asumir la Constitución, dando paso al llamado Trienio Liberal, durante el cual el rey siguió conspirando para restablecer el absolutismo. En 1823 el ejército francés (llamado "los Cien Mil Hijos de San Luis") invadió España y los liberales se refugiaron en Cádiz con Fernando VII como rehén. La ciudad resistió un largo asedio que se terminó por un pacto: se rendiría la plaza y se liberaría al Rey pero este aceptaría la Constitución de 1812. Así se hizo pero, apenas liberado, el rey Fernando volvió al absolutismo, dando paso a la Década Ominosa.
Tras la muerte de Fernando VII y la aparición del carlismo, la Andalucía liberal reaccionó en 1835 mediante la creación de juntas liberales provinciales, que se federaron formando la Junta Suprema de Andalucía, con sede en Andújar, cuyo objetivo eran alcanzar una serie de reformas progresistas.

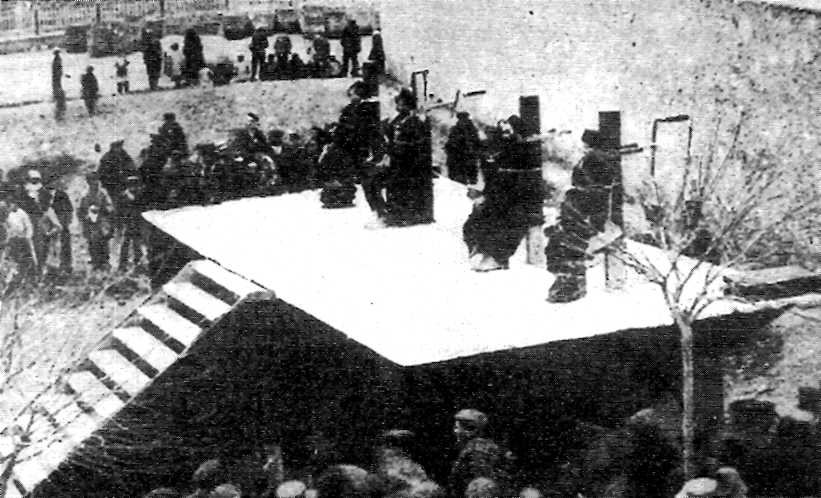
Fotografía de la ejecución de los cuatro campesinos por garrote vil por los Sucesos de Jerez de 1892.

Con el reinado de Isabel II, la constitución de 1845 dio de nuevo más poder a la monarquía y el caciquismo fue una constante en la política nacional. El descontento llevó a la Revolución de 1868, llamada "la Gloriosa", iniciada en Cádiz y extendida por el resto del país, desembocando en el Sexenio Revolucionario, en la proclamación de la Primera República en 1873 y en la Revolución Cantonal, de carácter federalismo, con una fortísima actividad en Andalucía, cuyo ejemplos más significativos fueron el Cantón de Cádiz o el Cantón de Málaga.
La monárquica, liderada por Antonio Cánovas del Castillo, trajo consigo la nueva Constitución de 1876, así como una gran inmovilidad política propiciada por el bipartidismo, que agravó aún más la grave situación de caciquismo reinante.
La abolición de los señoríos jurisdiccionales pero no de sus censos enfitéuticos, en una zona tan fuertemente feudalizada desde la Baja Edad Media, sumió a Andalucía en una gran inestabilidad económica, a la que se le sumaba el problema político del caciquismo, que hizo nacer el movimiento anarquista entre las clases trabajadoras, cuyo ejemplo más clásico a la par que discutido es la Mano Negra (supuesta organización anarquista secreta y violenta que actuaba en Jerez y sur de España)
Durante el reinado de Alfonso XIII, dentro de los postulados del regeneracionismo, surgió un minoritario regionalismo andaluz. La dictadura del jerezano Primo de Rivera, entre 1923 y 1930, trajo consigo algunas mejoras para Andalucía, destacando el declive del caciquismo. Las elecciones municipales de 1931, en Andalucía como en el resto de España, supusieron una clara victoria del partido republicano, cuya representación en los ayuntamientos desembocó en la proclamación de la Segunda República Española ese mismo año.
Tras el estallido de la Guerra Civil la mayor parte de Andalucía Occidental cayó inmediatamente en manos nacionales. Si las batallas en la región fueron de menor dimensión en comparación con el resto del país, los fusilamientos y la represión fueron abundantes.
Durante la posguerra y la instauración del franquismo hasta principios de los cincuenta la región sufrió durante años la falta de libertades y el hambre. A partir de los cincuenta se fueron produciendo ligeros cambios en el régimen franquista. El país se fue abriendo al extranjero, se fomentó la industria por medio de los planes de desarrollo, se mejoró el transporte por carretera y se construyeron algunas autopistas y pantano. Esta apertura al exterior y la re activación de la economía, fueron acompañadas por un creciente movimiento de oposición al régimen que, sin embargo, no consiguió la transición democrática en España hasta la muerte del dictador Francisco Franco en 1975.
La transición democrática, mediante la fórmula de la monarquía parlamentaria, fue ampliamente apoyada en Andalucía. El 4 de diciembre de 1977 cerca de dos millones de andaluces se manifestaron por todo el país en pro de la autonomía política para la región. En 1978 se estableció un gobierno autonómico provisional liderado por Plácido Fernández Viagas y ese mismo año se promulgó la nueva constitución española, que estableció las vías para la creación de un estado descentralizado a través de las comunidades autónomas.

## Medio físico

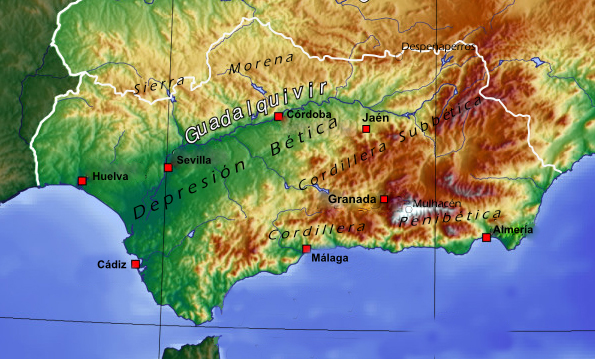
Mapa físico de Andalucía, donde pueden apreciarse la Alta y la Baja Andalucía, así como Sierra Morena.

La geografía de Andalucía Occidental, también llamada Baja Andalucía, se corresponde con la unidad fisiográfica que comprende las tierras bajas del Valle del Guadalquivir.
La Baja Andalucía está compuesta por la Depresión Bética. Algunas de las comarcas que pertenecen a ella son el Alto Guadalquivir, el Valle Medio del Guadalquivir, la Vega del Guadalquivir, la Comarca de Sevilla, El Aljarafe, el Bajo Guadalquivir, las Marismas del Guadalquivir, Doñana, la Costa Noroeste de Cádiz, la Bahía de Cádiz, la Campiña de Jerez, El Condado, la Comarca de Huelva y la Costa Occidental de Huelva.
La Costa de la Luz está conformada por la costa española del Golfo de Cádiz, bañada en su totalidad por el océano Atlántico. Corresponde a las provincias andaluzas de Huelva y Cádiz. Destaca la belleza de sus espacios naturales protegidos: Doñana, Bahía de Cádiz, acantilado y marismas de Barbate, del Tinto y del Odiel, flecha de El Rompido, Laguna de El Portil, Marismas de Isla Cristina, etc., así como destinos importantes para el turismo cultural, como Baelo Claudia, cabo Trafalgar o los Lugares colombinos como el Monasterio de La Rábida, Palos de la Frontera y Moguer.
Los ríos más importantes que transcurren por Andalucía Occidental son:
- Río Guadiana
- Río Tinto
- Río Odiel
- Río Guadalquivir
- Río Guadalete
- Río Barbate

## Demografía
Andalucía Occidental cuenta con una población de 4 499 997 habitantes a 1 de enero de 2021..

### Población por Provincias
| N.º | Provincia | Población (2021) |
| 1   | Sevilla   | 1 950 219        |
| 2   | Cádiz     | 1 244 049        |
| 3   | Córdoba   | 781 451          |
| 4   | Huelva    | 524 278          |

### Áreas Metropolitanas
| Provincia | Área Metropolitana                            | Población (2020) |
| Sevilla   | Área metropolitana de Sevilla                 | 1 548 741        |
| Cádiz     | Área metropolitana de la Bahía de Cádiz-Jerez | 639 098          |
| Córdoba   | Área metropolitana de Córdoba                 | 360 298          |
| Cádiz     | Área metropolitana de la Bahía de Algeciras   | 272 804          |
| Huelva    | Área metropolitana de Huelva                  | 244 285          |

## Infraestructuras

### Aeropuertos
- Aeropuerto de Sevilla

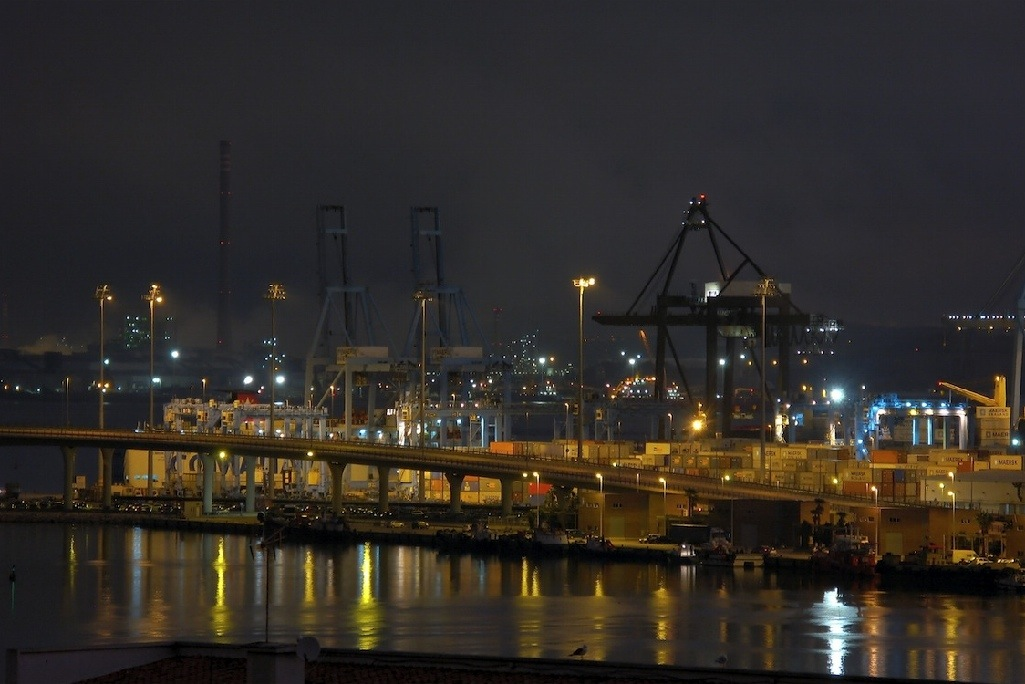
Amanecer en el puerto Bahía de Algeciras.

El Aeropuerto de Sevilla, también conocido como Aeropuerto de Sevilla-San Pablo (código IATA: SVQ, código OACI: LEZL) es un aeropuerto español gestionado por Aena Aeropuertos, se encuentra a 10 km al noreste de la ciudad Sevilla. Está ubicado en los términos municipales de Sevilla y La Rinconada. El aeropuerto de Sevilla se encuentra entre los seis aeropuertos de Aena rentables de España.
- Aeropuerto de Jerez

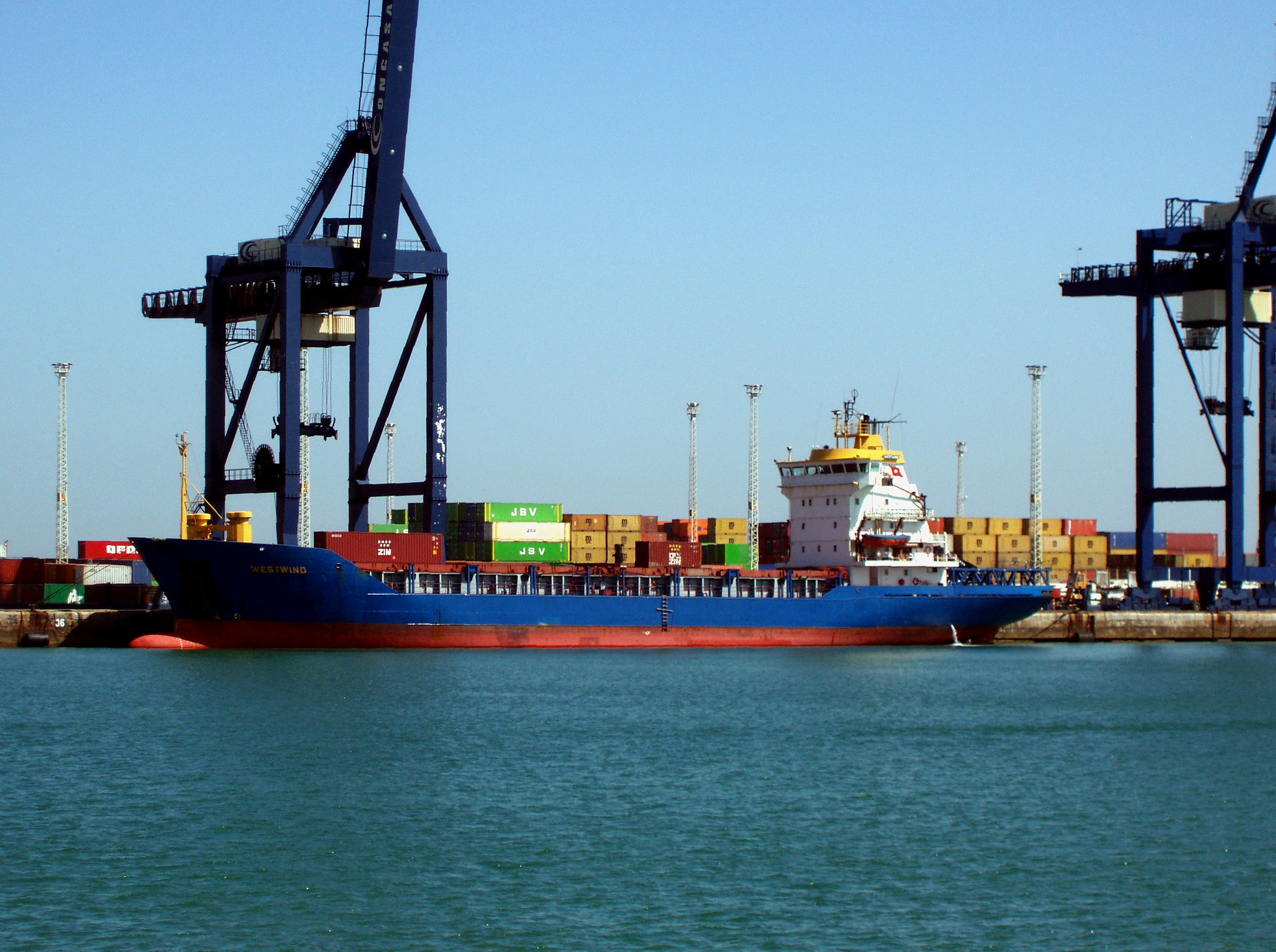
Vista del puerto de Cádiz.

El Aeropuerto de Jerez (código IATA: XRY, código OACI: LEJR), también conocido como Aeropuerto de La Parra, es un aeropuerto español que está situado al noreste de Jerez de la Frontera (Cádiz), a 8 km de la ciudad. Es el único aeropuerto civil de la provincia de Cádiz. Su origen se remonta al año 1936, al comienzo de la guerra civil española, cuando se necesita un aeropuerto en el sur de la península para el traslado de tropas sublevadas desde el norte de África a la misma. Se decide construir este aeropuerto al sur de Jerez de manera provisional y una vez comenzada la guerra civil, en 1937, se traslada a la zona donde en la actualidad está ubicado. Desde su construcción en 1937 el aeropuerto es de uso exclusivo militar, y no es hasta 1946 cuando se abre al tráfico aéreo civil.
- Helipuerto de Algeciras

El Helipuerto de Algeciras es un helipuerto público situado en el puerto de Algeciras (Algeciras, Cádiz). Fue inaugurado el día 1 de julio de 2010. Es el segundo helipuerto de la red AENA tras el helipuerto de Ceuta. El helipuerto tiene como principal objetivo la conexión con el helipuerto de Ceuta, con un tiempo de vuelo de 7 minutos. No dispone de depósitos de combustible para helicópteros por falta de espacio, por lo que no se puede repostar en él.
- Aeropuerto de Córdoba

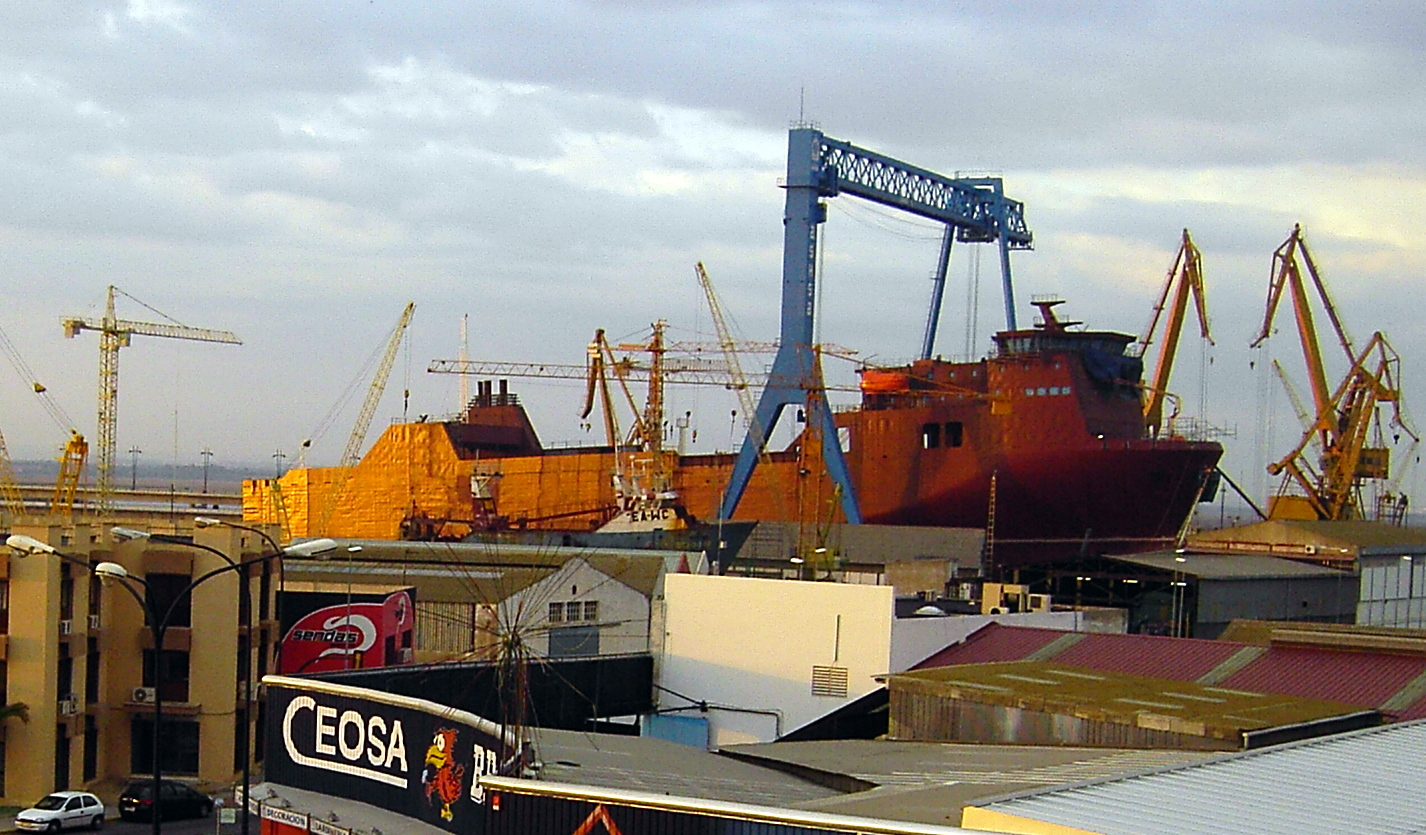
Imagen de los astilleros del puerto de Huelva.

El Aeropuerto de Córdoba se encuentra a 6 km de la ciudad de Córdoba. A efectos aeronáuticos, es un aeródromo abierto al tráfico nacional e internacional de países firmantes del acuerdo de Schengen en el que no se prestan servicios ATS (control de Navegación Aérea). En la actualidad, es utilizado por empresas de tratamientos agrícolas, traslados de órganos hacia y desde el centro de trasplantes al hospital Reina Sofía, vuelos militares, vuelos chárter de pasajeros, fotografías aéreas, cursos de pilotaje, escuelas de paracaidismo y otros trabajos aéreos.

### Puertos
- Puerto de Algeciras

El puerto de la bahía de Algeciras, también conocido como puerto de Algeciras, es un puerto comercial, pesquero y de pasajeros situado en el sur de Andalucía, España. Es el primer puerto de España en tráfico total de mercancías y el segundo del mar Mediterráneo. Totaliza más de 10 km de muelles en sus diferentes dársenas, que gestionan todo tipo de tráfico de pasajeros y mercancías
- Puerto de la Bahía de Cádiz

El Puerto de la Bahía de Cádiz es un complejo portuario situado sobre el litoral atlántico sur español en la provincia de Cádiz. Este complejo agrupa a cinco puertos, situados en la Bahía: Muelle de Cádiz, Muelle de Cabezuela-Puerto Real, Muelle de la Zona Franca (Cádiz) y Muelle de El Puerto de Santa María. Todos estos puertos quedarían bajo la supervisión de una misma institución: La Autoridad Portuaria de la Bahía de Cádiz.
- Puerto de Tarifa

El puerto de Tarifa es un puerto comercial, pesquero y de pasajeros situado en la ciudad andaluza de Tarifa. Es gestionado por la Autoridad Portuaria de la Bahía de Algeciras junto al puerto de la bahía de Algeciras. Es el puerto europeo más cercano al norte de África y principal vía de embarque hacia Tánger en Marruecos.
- Puerto de Huelva

El Puerto de Huelva es el cuarto a nivel nacional, un puerto atlántico situado en las localidades de Huelva y Palos de la Frontera, en la ría de Huelva, en la comunidad autónoma de Andalucía, España y dependiente de "Puertos del Estado".
El puerto entró en 2019 dentro de los veinte con más tráfico de Europa, cuenta con 600 hectáreas de zona industrial exterior y el muelle Sur acoge una línea regular marítima de contenedores con el norte de Europa, así como un ferry entre Huelva y Canarias.
- Puerto de Isla Cristina

Perteneciente a la provincia marítima de Huelva en la costa de la Luz española, es el puerto con mayor facturación en fresco de Andalucía y el segundo en tonelaje e importancia de capturas a nivel nacional, tras el Puerto de Vigo
- Puerto Fluvial de Sevilla

El Puerto de Sevilla está situado al sur de la ciudad de Sevilla a orillas del río Guadalquivir y a 80 kilómetros de su desembocadura. Actualmente es el único puerto fluvial comercial de España.

### Red viaria
Los ejes principales se han convertido en autovía en buena parte, con lo que Andalucía tiene una buena dotación de autovías. El principal acceso a Andalucía desde el interior es la Autovía del Sur (A-4), que va de Madrid a Cádiz por Despeñaperros.
La comunidad autónoma es atravesada de este a oeste por la autovía A-92 (Sevilla-Antequera-Granada-Almería), considerada como la columna vertebral de Andalucía. La autopista A-49 Sevilla-Huelva sigue hacia el oeste hasta Portugal. La A-66 une Sevilla con Gijón pasando por Mérida y Salamanca, uniendo todo el oeste de España.
El otro gran eje transversal es la Autovía del Mediterráneo (A-7) que une Algeciras con Barcelona. Además, existen una autopistas de peaje en la región. Se puede viajar de Sevilla a Cádiz por la AP-4.Por lo general, las carreteras andaluzas suelen presentarse congestionadas en épocas vacacionales, y tienen mucho tráfico pesado desde las zonas agrícolas de la costa. Puntualmente, el paso de marroquíes que trabajan en Europa congestiona las carreteras hacia Tarifa y Algeciras.
Todas las capitales de provincia andaluzas están directamente ligadas con alguna autovía a sus vecinas excepto Huelva y Cádiz. Hasta el momento no se ha aprobado ninguna alternativa debido a razones ambientales, al afectar al entorno del Parque nacional de Doñana.

### Red ferroviaria

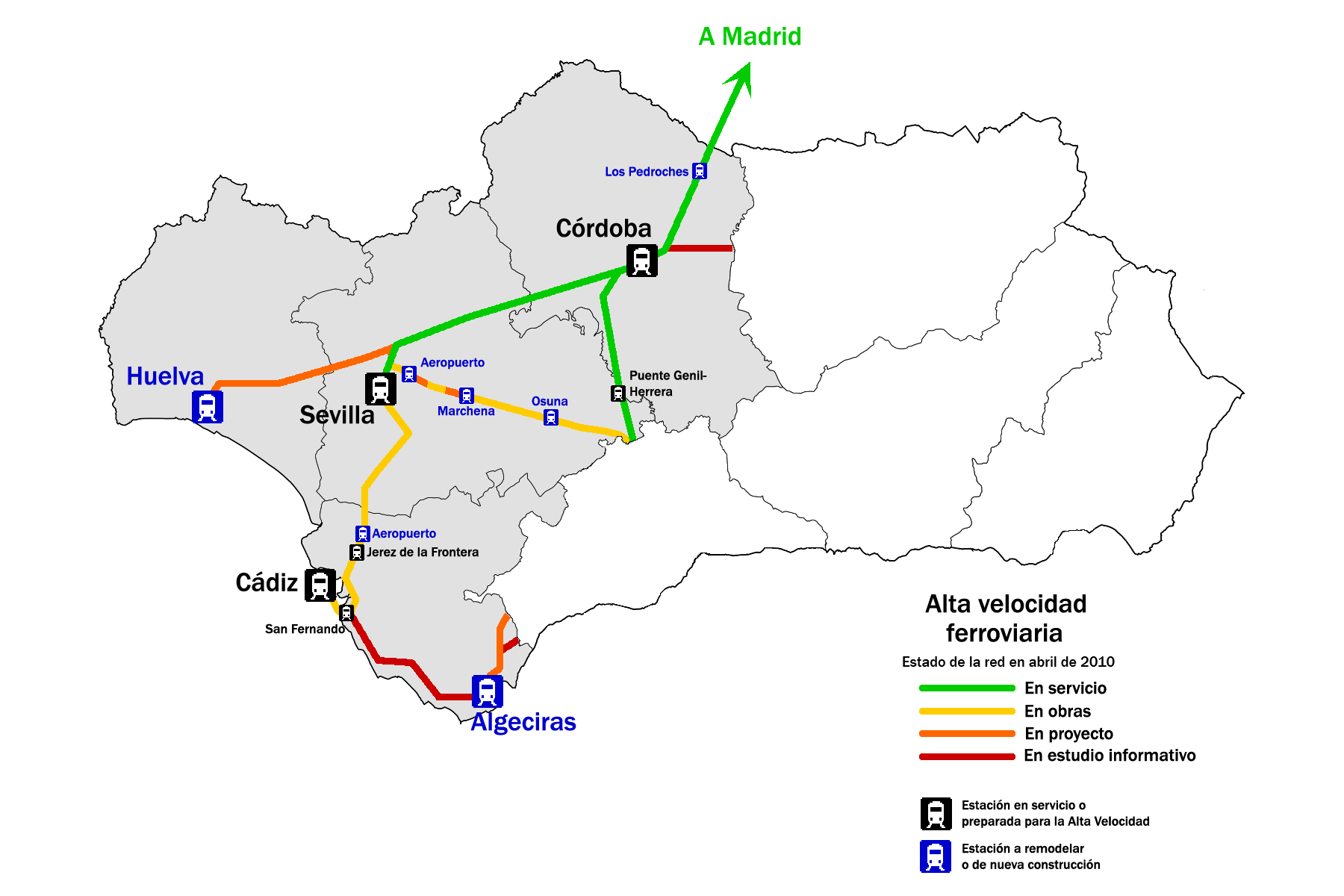
Red ferroviaria de Alta velocidad en Andalucía Occidental

La mayoría de los ferrocarriles de Andalucía fueron construidos entre los años 1850 y 1900. Sin embargo, el primer intento de construcción de ferrocarril en España se sitúa en Jerez de la Frontera y la Bahía de Cádiz. El proyecto consistía en una red férrea entre el Puerto de Santa María, Jerez de la Frontera, Sanlúcar de Barrameda y Rota. Aunque no se hizo realidad hasta la década de 1850, donde se unió Jerez de la Frontera con el puerto del Trocadero, en Puerto Real, para poder transportar las botas de vino rumbo a Reino Unido.
La conexión ferroviaria entre Madrid y Andalucía, a través del paso de Despeñaperros, abrió la posibilidad de realizar trayectos de larga distancia. Este ferrocarril sigue, desde Linares, el curso del río Guadalquivir hacia Andújar, Córdoba y Sevilla. El ferrocarril continúa vía Utrera, Las Cabezas de San Juan y Lebrija hasta conectar con las vías existentes, y terminar su trayecto por Puerto Real, San Fernando y Cádiz. Diversos ramales fueron construidos en las siguientes décadas para llegar al resto de capitales andaluzas a partir del ferrocarril Madrid-Cádiz, como Sevilla-Huelva-Ayamonte.
Las uniones transversales fueron las últimas en ser construidas. Desde Extremadura llegaron ferrocarriles desde Zafra hacia Sevilla y Huelva, así como un nuevo vial entre Utrera y Bobadilla para garantizar nuevos servicios entre Andalucía Occidental y Oriental.
Durante el transcurso del siglo XX, se acometieron obras para electrificar el ferrocarril Madrid-Cádiz así como el ramal a Huelva.

## Turismo

### Arquitectura histórica

#### Yacimientos Arqueológicos
- Baelo Claudia Basílica de Baelo Claudia.

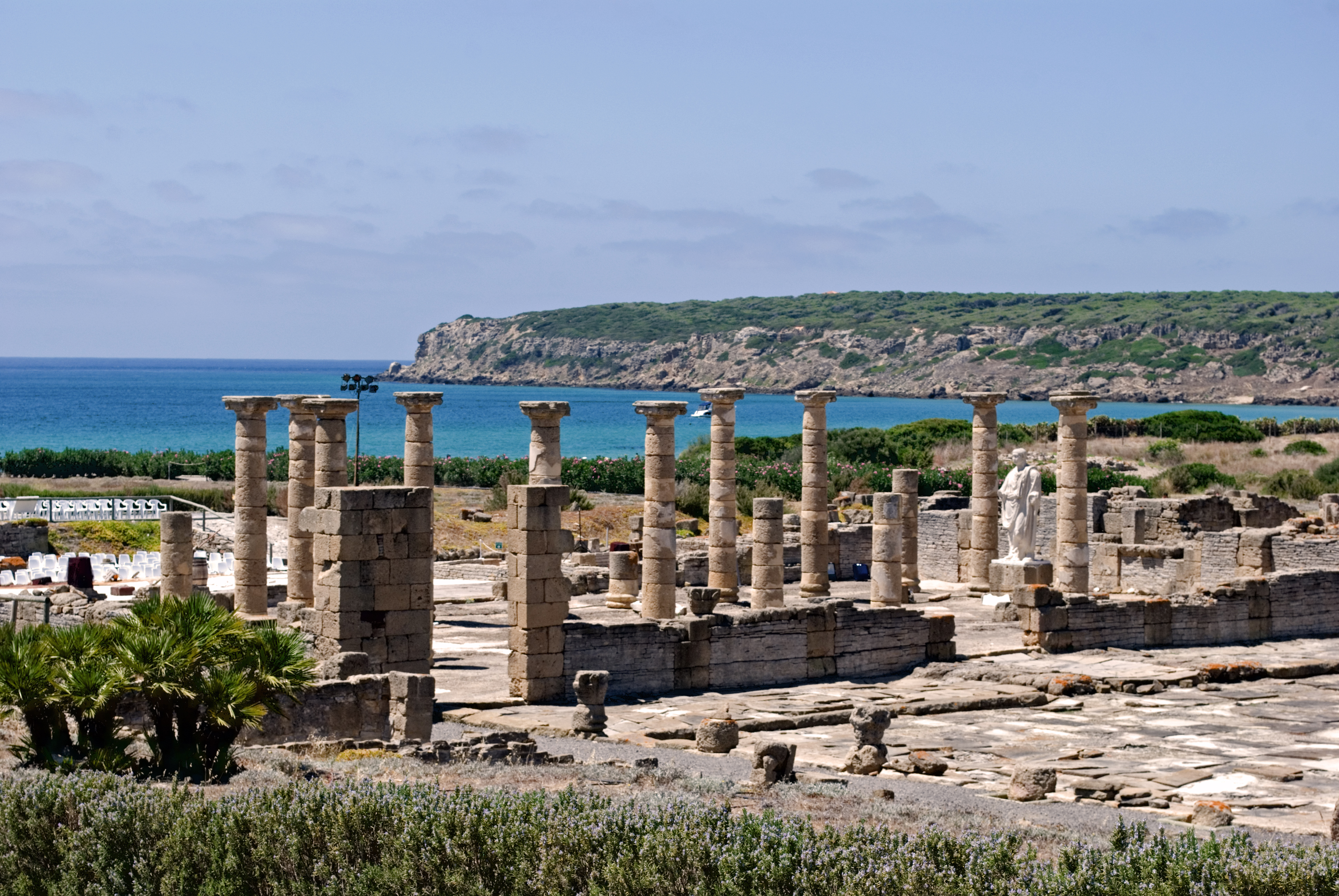
Basílica de Baelo Claudia.

La antigua ciudad romana de Baelo Claudia está situada en la Ensenada de Bolonia, en la pedanía tarifeña de Bolonia a unos 22 km al noroeste de la ciudad de Tarifa, en la provincia de Cádiz dentro del actual parque natural del Estrecho. El estudio de sus restos arquitectónicos data su origen romano a finales del siglo II a. C., observándose ya desde esa época una gran riqueza que la convierte en un centro económico importante dentro del área del Mediterráneo.
- Asta Regia

Asta Regia (o Hasta Regia) es una antigua ciudad cuyos restos arqueológicos se encuentran hoy en la Barriada Rural española de Mesas de Asta en Jerez de la Frontera (Provincia de Cádiz). Parece ser que fue una fundación de los tartesios. Según estudiosos de la historia, en época romana la ciudad tuvo mayor importancia que Baelo Claudia o Itálica, de ahí su apelativo de "Regia"
- Itálica

Itálica es una antigua ciudad romana situada en el actual término municipal de Santiponce (Provincia de Sevilla). Fundada en el año 206-205 a. C., en un hábitat indígena de la Turdetania, se remonta al menos al siglo IV a. C.. Itálica fue la primera ciudad romana fundada en Hispania y también fuera de territorio italiano. Al finalizar la segunda guerra púnica en Hispania, asentó a los soldados heridos en una ciudad turdetana preexistente, en la zona alta del Aljarafe, en la ribera oeste del río Baetis, ubicada a medio camino entre las también ciudades turdetanas de Hispalis e Ilipa
- Doña Blanca

Situado en el término municipal de El Puerto de Santa María, en la provincia de Cádiz se trata de ciudad fenicia cuya ocupación comprende desde el siglo VIII a. C. hasta el Siglo III a. C.. Se trata de una de las ciudades fenicias más antiguas que se ha encontrado hasta ahora en la península ibérica. En ella aún se pueden encontrar restos de una antigua muralla, viviendas, un puerto fluvial y una necrópolis. En este yacimiento se encuentra el castillo de Doña Blanca, llamado así porque según la tradición allí sufrió cautiverio doña Blanca de Borbón. Se trata de una torre construida en el siglo XIV o XV para la vigilancia de la bahía de Cádiz y que también fue usada como ermita.

#### Catedrales
| Catedral                                                       | Imagen | Municipio | Siglo                   | Descripción |
| -------------------------------------------------------------- | ------ | --------- | ----------------------- | --- |
| Catedral de Santa María de la Sede de Sevilla                  |        | Sevilla   | Siglo XV                | Catedral gótica cristiana con mayor superficie del mundo. La Unesco la declaró en 1987 Patrimonio de la Humanidad y en 2010, Bien de Valor Universal Excepcional                                               |
| Catedral de la Asunción de Nuestra Señora                      |        | Córdoba   | Siglo VIII-XVI          | Catedral de la diócesis de Córdoba y sede episcopal, declarada como Bien de interés cultural y Patrimonio de la Humanidad                                                                                      |
| Catedral de la Santa Cruz de Cádiz                             |        | Cádiz     | Siglo XVIII - siglo XIX | Es una construcción de estilo Barroco y Neoclásico. Se empezó a construir en 1722 y no se terminó hasta el 28 de noviembre de 1838                                                                             |
| Catedral de Nuestro Señor San Salvador de Jerez de la Frontera |        | Jerez     | Siglo XVII-XVIII        | La Catedral de la diócesis de Asidonia-Jerez, declarado bien de interés cultural, radica en la ciudad de Jerez de la Frontera, es una construcción del XVII que aúna los estilos gótico, barroco y neoclásico. |
| Catedral de La Merced de Huelva                                |        | Huelva    | Siglo XVII - siglo XX   | La Catedral, de estilo renacentista y barroco, y declarado bien de interés cultural ha sufrido numerosas restauración a lo largo de su historia.                                                               |

#### Castillos
| - Castillo de Gigonza - Castillo de Luna - Castillo de Castellar - Castillo de Doña Blanca - Castillo de Fatetar - Alcázar de Jerez de la Frontera - Castillo de Jimena - Castillo de Olvera - Castillo de San Marcos - Castillo de Sancti Petri - Castillo de Santiago | - Castillo de Zahara de la Sierra - Ermita de Almonaster la Real - Castillo de Aracena - Castillo de Cortegana - Castillo de Cumbres Mayores - Castillo de Moguer - Castillo de Niebla - Castillo de San Pedro de Huelva - Castillo fortaleza de Los Zúñiga - Castillo de las Aguzaderas - Castillo de Alcalá de Guadaíra | - Castillo de Luna (Mairena del Alcor) - Castillo de Marchenilla - Castillo de la Monclova - Alcázar del rey Don Pedro - Alcázar puerta de Sevilla - Alcázar de los Reyes Cristianos - Castillo de Almodóvar del Río - Castillo de Belalcázar - Castillo de Belmez - Castillo de Bujalance - Castillo de Iznájar |

### Playas

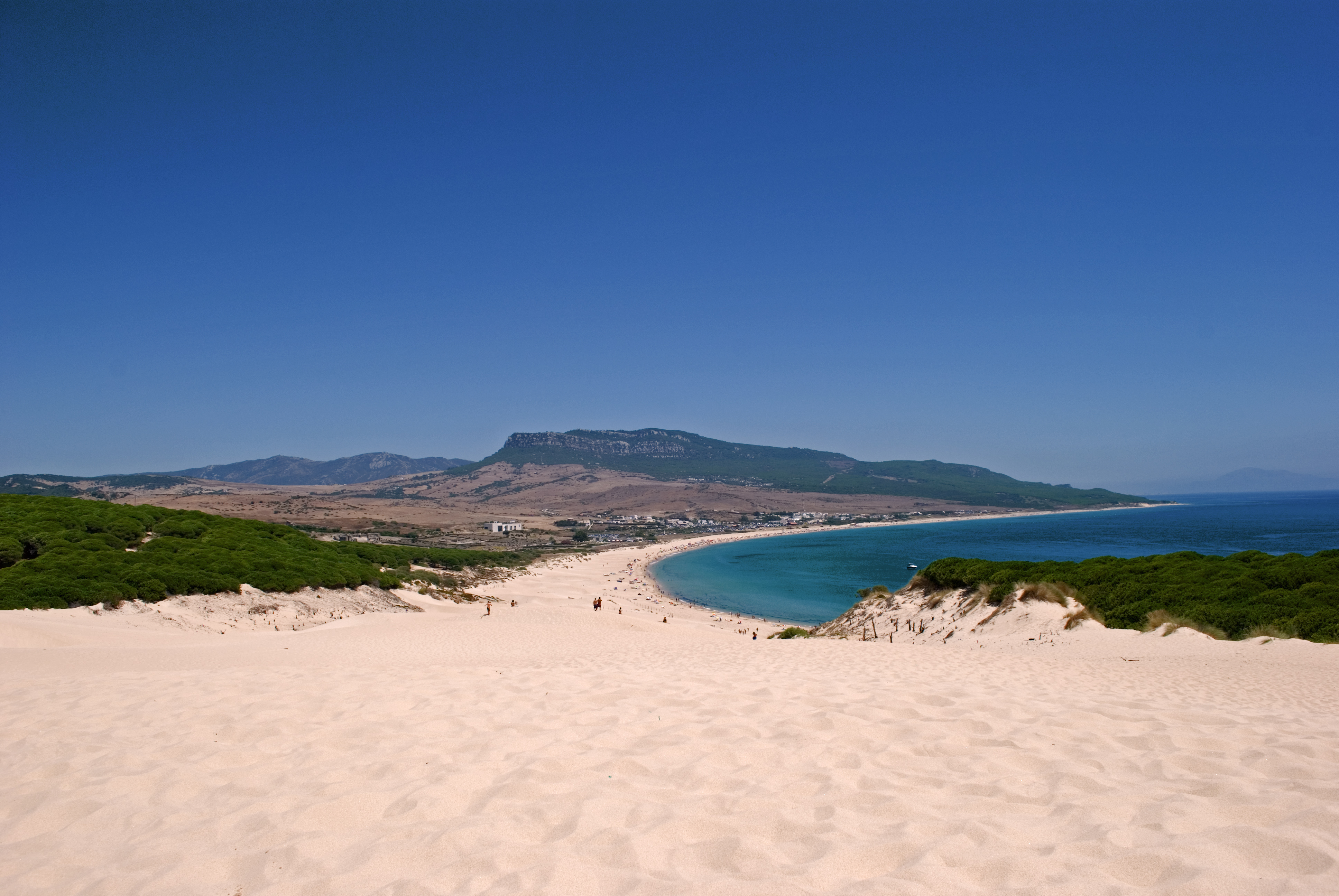
Playa de Bolonia (Tarifa)

La costa de Andalucía occidental, llamada Costa de la Luz está conformada por la costa española del Golfo de Cádiz. Es una región del suroeste de Andalucía que se extiende por las zonas costeras de las provincias de Huelva y Cádiz, desde la desembocadura del Guadiana hasta Tarifa.
Las playas de la Costa de la Luz suelen estar formadas por interminables dunas conformadas por finos arenales y plantas autóctonas, escoltadas en algunas ocasiones por pinares. Los elementos predominantes son la arena dorada y un sol visible casi todas las horas del día, en todas las estaciones.

## Economía
El siguiente cuadro refleja el PIB (2018) desglosado por provincias, así como la tasa de desempleo y actividad de cada una de ellas:
| Provincia | PIB (en miles de €) | PIB per cápita | Tasa de paro (II Trimestre 2021) | Tasa de actividad (II Trimestre 2021) |
| Cádiz     | 22.535.246          | 18.050         | 23,16%                           | 56,73%                                |
| Córdoba   | 14.534.325          | 18.525         | 22,92%                           | 58,23%                                |
| Huelva    | 10.607.333          | 20.273         | 26,79%                           | 53,84%                                |
| Sevilla   | 39.535.345          | 20.314         | 23,05%                           | 58,14%                                |

### Polo Químico de Huelva

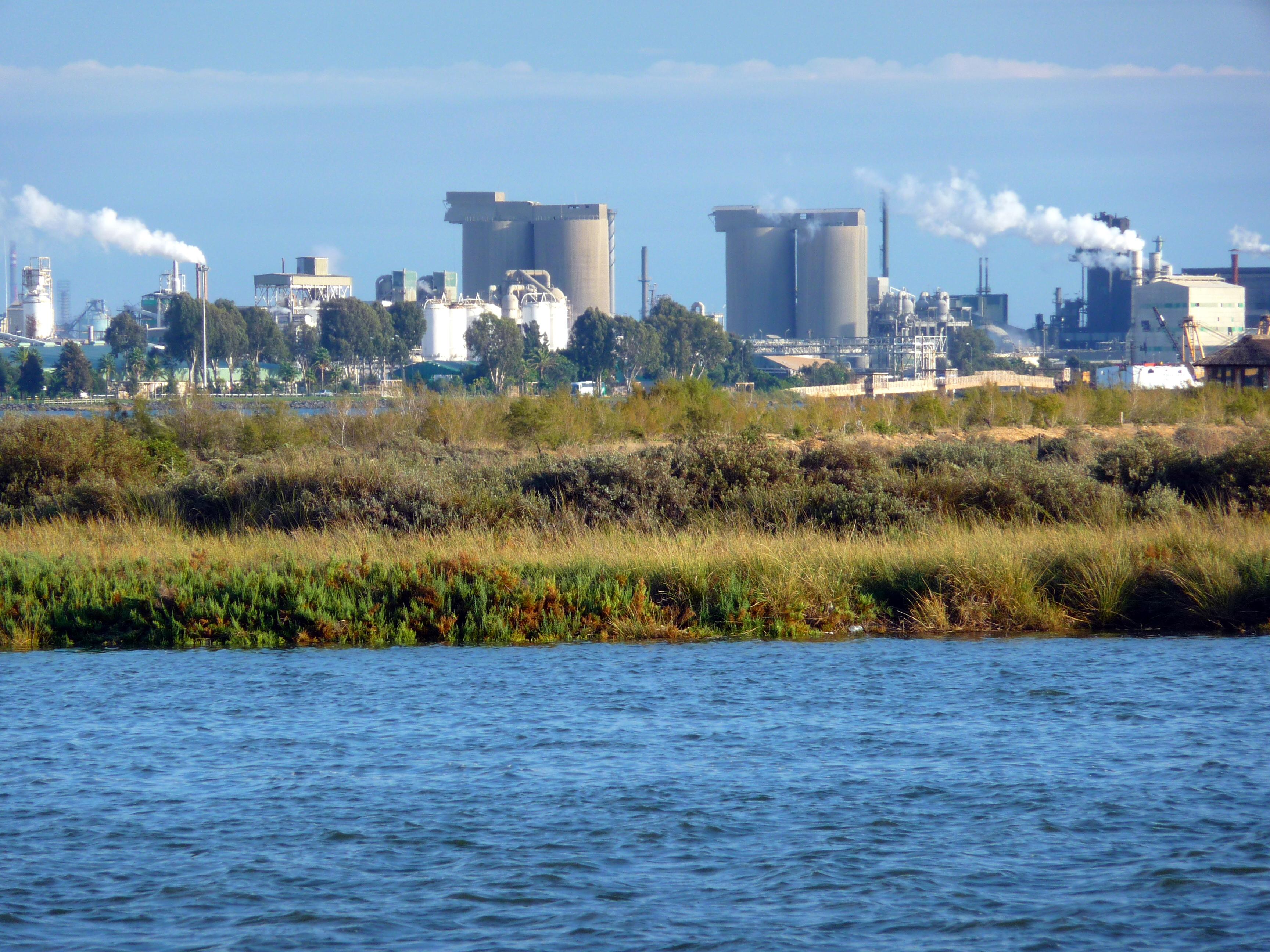
Polo Químico de Huelva

El Polo Químico de Promoción y Desarrollo de Huelva es un grupo de instalaciones e infraestructuras de empresas químicas.
En la actualidad el polo aporta al desarrollo de la provincia cifras que representan el 10% del valor añadido bruto y algo más de 15.000 puestos de trabajo.
En la actualidad, el polo, de más de 1.500 ha (la mitad en los terrenos de la capital), es uno de los complejos industriales más importantes del país estando instaladas en la actualidad 16 empresas (agrupadas bajo el nombre de AIQB) con una plantilla de más de 6.000 trabajadores. Las empresas son: Air Liquide, Algry, Aragonesas, Atlantic Copper, Cepsa, Enagás, Endesa, Ence, Cepsa Química, Fertiberia, FMC Foret, Repsol YPF, Unión Fenosa, Huntsman Tioxide.

## Deportes

### Fútbol
El fútbol es el deporte más seguido de la región. El Real Club Recreativo de Huelva es el equipo más antiguo de España. El Cádiz Club de Fútbol, Real Betis Balompié y el Sevilla Fútbol Club compiten en la 1.ª División. Otros equipos históricos de la región son el Córdoba Club de Fútbol y el Xerez Deportivo FC que lo hace en la Segunda RFEF.

### Baloncesto
El Baloncesto, al igual que en el resto de España, es un deporte de gran expectación en Andalucía. El club más reconocido de la región es el Real Betis Baloncesto que actualmente compite en la liga ACB. Otros equipos importantes son el Bball Córdoba, CB Villa de los Barrios o el CB Ciudad de Algeciras.

### Motociclismo

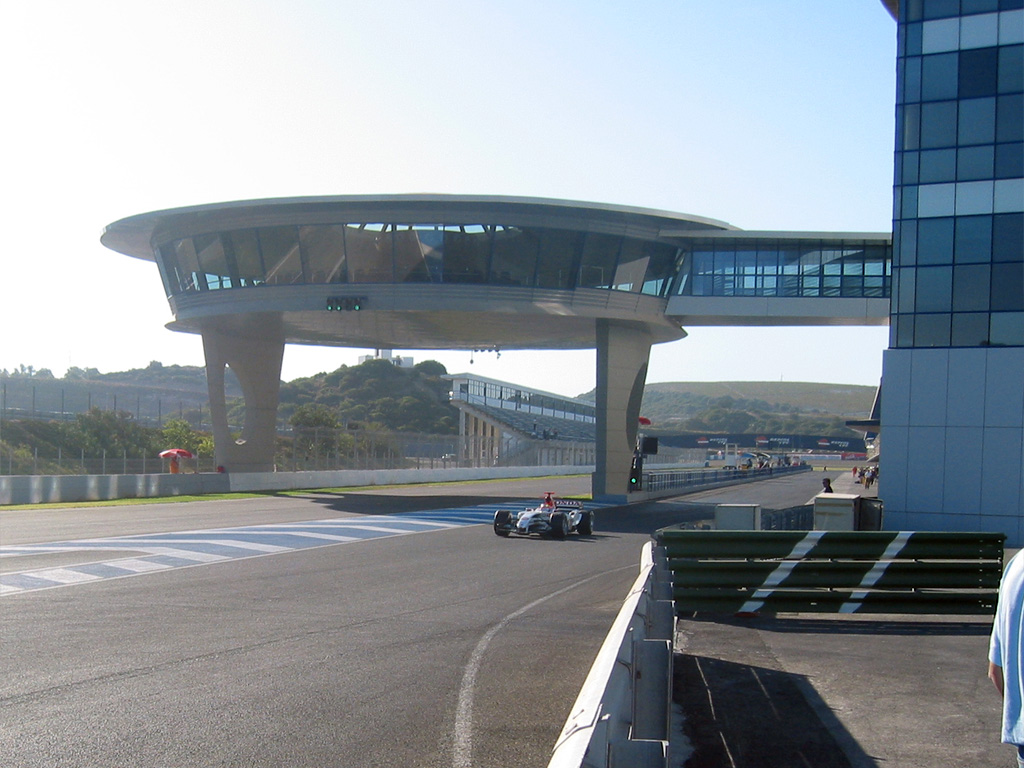
Circuito de Jerez (Cádiz).

El Gran Premio de España de Motociclismo es una carrera de motociclismo de velocidad que se celebra desde el año 1950 en España. Desde la edición 1989, la competencia tiene lugar de manera ininterrumpida en el Circuito de Jerez. Se suele celebrar a primeros de mayo y reúne a multitud de aficionados al motociclismo de todas partes del mundo. Las localidades de Jerez de la Frontera, El Puerto de Santa María y Sanlúcar de Barrameda multiplican su población durante estas fechas con la asistencia de cientos de miles de moteros.

### Surf, Kitesurf y Windsurf

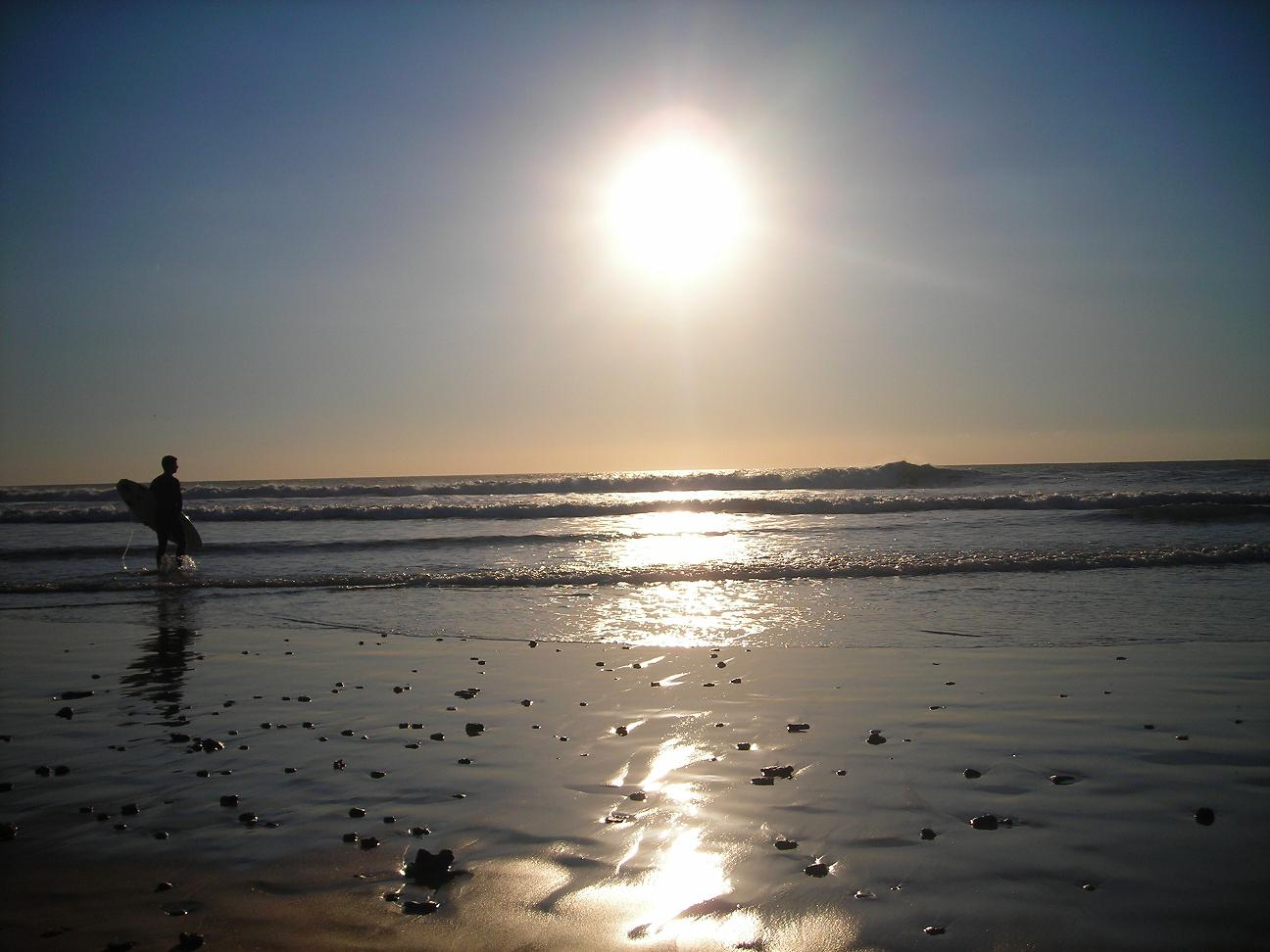
Playa de El Palmar de Vejer.

En la costa sur de la provincia de Cádiz, y en particular el municipio de Tarifa, el surf es un deporte bastante popular y practicado debido a las condiciones climatológicas que permiten la buena práctica del mismo, así como otros deportes acuáticos como el kitesurf o windsurf. Algunas de las playas óptimas para la práctica de estos deportes son:
- Playa de la Barrosa-Roche
- Playa El Palmar
- Los Caños de Meca
- Playa de la Hierbabuena
- Playa El Búnker
- Playa El Balneario